# Павел-Баня
Па́вел-Ба́ня (болг. Павел баня) — місто в Старозагорській області Болгарії. Адміністративний центр общини Павел-Баня.

## Населення
За даними перепису населення 2011 року у місті проживали 2767 осіб.
Національний склад населення міста:
| Національність   | Кількість осіб | Відсоток |
| ---------------- | -------------- | -------- |
| болгари          | 1904           | 73,7%    |
| турки            | 381            | 14,8%    |
| цигани           | 279            | 10,8%    |
| інша             | 4              | 0,2%     |
| не визначились   | 14             | 0,5%     |
| Всього відповіли | 2582           |          |

Розподіл населення за віком у 2011 році:
Динаміка населення: